# Національне агентство кваліфікацій
Національне агентство кваліфікацій — є постійно діючим колегіальним органом, що здійснює визначені Законом України “Про освіту” та іншими актами законодавства функції у сфері кваліфікацій. Створення Агентства передбачено Постановою Кабінету Міністрів України від 5 грудня 2018 року.

## Повноваження
Національне агентство кваліфікацій:
- бере участь у розробленні нормативно-правових актів у сфері кваліфікацій;
- здійснює координацію діяльності заінтересованих сторін у сфері кваліфікацій;
- здійснює супровід Національної рамки кваліфікацій, у тому числі з метою її гармонізації з аналогічними міжнародними документами;
- здійснює міжнародне співробітництво у сфері кваліфікацій;
- проводить аналіз та оцінку ефективності державної політики у сфері кваліфікацій;
- здійснює супровід інформаційного забезпечення Національної системи кваліфікацій;
- створює і веде Реєстр кваліфікацій;
- розробляє проект порядку розроблення, введення в дію та перегляду професійних стандартів і подає його на затвердження Кабінету Міністрів України;
- реєструє професійні стандарти та забезпечує відкритий доступ до стандартів;
- здійснює інформаційно-аналітичне та методичне забезпечення розроблення професійних стандартів;
- бере участь у розробленні стандартів освіти та професійних стандартів;
- здійснює акредитацію кваліфікаційних центрів;
- розробляє критерії та процедури визнання професійних та часткових професійних кваліфікацій, здобутих у інших країнах;
- розробляє проект порядку присвоєння/підтвердження професійних та часткових професійних кваліфікацій, визнання результатів навчання осіб (зокрема, здобутих шляхом неформальної чи інформальної освіти) кваліфікаційними центрами і подає його на затвердження Кабінету Міністрів України;
- взаємодіє з органами та установами забезпечення якості освіти;
- реалізує проекти в рамках програм міжнародної співпраці Європейського Союзу з іншими країнами світу та/або еквівалентних програм в Україні;
- здійснює інші повноваження, передбачені Законом України “Про освіту” та іншими актами законодавства.

Національне агентство кваліфікацій щороку готує та до 1 березня подає Кабінетові Міністрів України звіт про результати своєї діяльності за минулий рік .

## Склад
Агентство формується з представників МОН, Мінекономіки, спільного представницького органу всеукраїнських об’єднань організацій роботодавців та спільного представницького органу репрезентативних всеукраїнських об’єднань профспілок.
Представники спільного представницького органу всеукраїнських об’єднань організацій роботодавців та спільного представницького органу репрезентативних всеукраїнських об’єднань профспілок мають рівне представництво у складі Агентства, що становить половину його загального складу.

### Поточний склад Національного агентства кваліфікацій[2]
1. Баланюк Юрій Вікторович - Голова [3]
2. Лях Дмитро Олексійович - заступник Голови [4]
3. Резнік Ганна Олегівна - заступник Голови [5]
4. Кучер В'ячеслав Анатолійович - член Агентства [6]
5. Лукасевич Андрій Іванович - член Агентства
6. Мандзій Тарас Михайлович - член Агентства [7]
7. Моркляник Богдан Васильович - член Агентства
8. Осадчук Інна Василівна - член Агентства
9. Рашкевич Юрій Михайлович - член Агентства
10. Акімова Людмила Миколаївна - член Агентства
11. Шумік Ірина Володимирівна - член Агентства
12. Федюк Василь Васильович - член Агентства

### Керівник секретаріату Національного агентства кваліфікацій
- Мартин Юлія Романівна

## Процес утворення Національного агентства кваліфікацій
27 листопада 2017 року на офіційному вебсайті Міністерства освіти і науки України розміщено проект постанови Кабінету Міністрів «Про утворення Національного агентства кваліфікацій» . 
Кабінет Міністрів України 5 грудня квітня 2018 року прийняв Постанову , згідно з якою було утворено Агентство, затверджувався його Статут , визначалась гранична чисельність секретаріату Агентства . 
3 квітня 2019 року Кабінет Міністрів України затвердив персональний склад Агентства .
10 липня 2019 року Кабінет Міністрів України прийняв постанову , в якій затвердив зміни до Статуту Агентства.